# Jeitinho
Jeitinho es una expresión brasileña que señala un modo informal de reaccionar ampliamente aceptado y difundido, que se vale de improvisación, flexibilidad, creatividad, intuición, etc., frente a situaciones inesperadas, difíciles y/o complejas, no basado en reglas, ni en procedimientos o técnicas estipuladas previamente. Dar um jeito o dar um jeitinho significa encontrar alguna solución no ideal o previsible. Por ejemplo, para acomodar a una persona inesperada en un agasajo, dá-se um jeitinho, o en una reunión cualquiera en la que coinciden dos personas muy enemistadas, dá-se um jeitinho para que esa animosidad no incida negativamente de alguna manera en el desarrollo de la reunión.
El jeito o jeitinho puede referirse así a soluciones creativas que no se ajustan a normas, y/o que tienen cierto éxito creando artificios o proponiendo medidas ad hoc, de validez ética en muchos casos dudosa.
La expresión jeitinho, en diminutivo, asume o acrecienta el sentido negativo, significando no solamente esquivar o evitar sino violar algunas normas y convenciones sociales, una forma disimulada de navegación social heterodoxa típicamente brasilera, a través de la cual se apela a recursos tales como chantaje emocional, afloramiento de lazos emocionales y familiares, recompensas no inicialmente previstas, promesas, incluso ofrecimiento de dinero y otros artilugios, que francamente chocan con ciertos aspectos éticos o convencionales; así muchas veces se logran obtener favores para sí o para terceros, aun a riesgo de considerar las actuaciones lindando con sobornos y corrupción, y muchas veces en perjuicio de instituciones y de empresas.
Ejemplos:
- Pago de coima, para por ejemplo ser aprobado en un examen municipal de habilitación para conducir, o para otro asunto de similar o de mayor importancia.[6]
- Dar un dinero para cerveza a un inspector de tránsito para que no se aplique una multa. Así y frente a la situación se pregunta: Tem como dar um jeitinho?, lo que en el imaginario popular no es considerado soborno, sino apenas como una propina o reconocimiento para que el inspector haga uso de la flexibilidad y complacencia que le permite el desempeño de sus funciones.

- Dejar todo para última hora: pagos, trámites burocráticos, responsabilidades, y entonces pedir que se aplique una derogación o flexibilización de la normativa.

- Lamentarse frente a un vendedor o un cobrador, para que haga un descuento y/o para que cobre en otra fecha.

Los adeptos al jeitinho consideran normal reaccionar y obrar de esta manera, como si eso fuera propio de una persona articulada, creativa, emprendedora, moderna, bien posicionada socialmente, y posiblemente considerado en otras culturas como capaz de solicitar y obtener ventajas inclusive ilícitas o ilegales.

## Características
El jeitinho se suele visualizar como una herramienta típica de individuos de bajo nivel de concientización y de politización, mas no en el ánimo de cambiar estructuras o statu quo, sino buscando exclusivamente obtener una solución a corto plazo desde el punto de vista personal, a escondidas y sin llamar la atención; por eso, el jeitinho puede ser entendido como "subterfugio", como un "juego de cintura" o un "acomodar el cuerpo", como habilidad para salir airoso de una situación apretada, como ardid para evitar algo, como pretexto para evitar la aplicación estricta de una ley o de un reglamento. En algunos aspectos el jeitinho es similar al malandragem, pero en lo estricto se los considera diferentes pues ambos tienen sus propios fundamentos y antecedentes.
Diversos personajes del imaginario popular brasilero tienen esta característica o idiosincrasia del jeitinho, y uno de los más conocidos es Pedro Malasartes, de origen portugués, profundamente enraizado en el folclore popular brasilero a través del libro "Malasaventuras", escrito por el paulista Pedro Bandeira. También João Grilo, personaje de Ariano Suassuna en O Auto da Compadecida, presenta la psicología típica del jeitinho.
En el libro "Dando um Jeito no Jeitinho", el Dr. Lourenço Stelio Rega define jeitinho como una salida improvisada a situaciones sin salida, o como una situación que no se quiere enfrentar, señalando que el jeitinho no es solo negativo para la sociedad (corrupción, conseguir ventaja en forma no lícita, etc.), pues también tiene su lado positivo; y el recién citado autor demuestra esto último poniendo de manifiesto tres características del jeitinho: inventividad / creatividad; solidaridad; negociación. En su libro, este escritor también demuestra que el jeitinho no es un "privilégio" exclusivamente brasilero, pues se encuentran equivalentes al menos parciales en otras culturas. En México por ejemplo es "la mordida", en el Perú "la salida", en Argentina "la coima" o "el peaje", e incluso en Estados Unidos es el "pay off", en Italia es "la bustarella". De una u otra forma, todo ese vocabulario mundial multicultural se refiere a soborno, a propinita, a tráfico de influencias, vocabulario que en esos países sustituye al "jeitinho" brasilero.

## O homem cordial
Sérgio Buarque de Hollanda, en "Raízes do Brasil" (Capítulo "O Homem Cordial"), se refiere a los brasileros y a una característica presente en su modo de ser: la cordialidad. El término cordial, al contrario de lo que muchas personas piensan, viene de la palabra latina cor, cordis, que significa corazón. Por tanto y desde el punto de vista etimológico, el hombre cordial no necesariamente es una persona gentil, sino aquella que reacciona movido por la emoción en lugar de la razón, y como no se observa distinción entre lo privado y lo público en este nivel, esa persona generalmente detesta las formalidades, ya que se pone del lado de la ética y de la civilidad.
En términos antropológicos, el jeitinho puede ser atribuido a un supuesto carácter emocional del brasilero, descripto como “o homem cordial” por el antropólogo Sérgio Buarque de Hollanda. En efecto, en el libro “Raízes do Brasil”, este autor afirma que el individuo brasilero habría desarrollado un modo de ser propenso a la informalidad, y en alguna medida eso se debe a que las instituciones brasileras han sido concebidas como unidades coercitivas que actúan en forma unilateral, no habiendo así un verdadero diálogo entre gobernantes y gobernados, sino solamente la imposición de una ley y de un orden considerados artificiales, cuando no inconvenientes a los intereses de las élites políticas y económicas de antaño. De allí muy posiblemente la gran tendencia fratricida observada en la época del Imperio del Brasil, tendencia ésta bien ilustrada por los episodios conocidos como Guerra dos Farrapos y Confederação do Equador.
En la vida cotidiana, entonces volvíase común ignorar las leyes en favor de las amistades. Desmoralizadas, incapaces de imponerse, las leyes no tenían tanto valor en sí mismas, como por ejemplo, la palabra de un “buen” amigo; además de eso, apartarse de las leyes y de los castigos típicos de ellas, era una prueba de buena voluntad y un gesto de confianza, que favorecía las buenas relaciones de comercio y de tráfico de influencias.
De acuerdo con testimonios de comerciantes holandeses, era imposible hacer negocio con un brasilero antes de hacerse amigo de éste. Um adagio de la época decía que “aos inimigos, as leis; aos amigos, tudo”. La informalidad era – y en cierto sentido aún es – una forma de preservarse como individuo.
Sérgio Buarque avisa, de todas maneras, que esa "cordialidad" no debía ser entendida como siempre teniendo un carácter pacífico. El brasilero éera y es capaz de guerrear y hasta mismo de destruir si se siente molesto, pues sus razones amistosas son siempre cordialess, o sea, emocionales.
La filósofa Fernanda Carlos Borges, en su libro A Filosofia do Jeito, aborda la cuestión de la siguiente manera. La expresión jeitinho apareció en la primera mitad del siglo XX, con el proceso de modernización industrial de Brasil, cuando el brasilero, acostumbrado con la vida social apoyada en las relaciones personales, repentinamente se vio transformado en individuo. El individuo no tiene jeito (tacto, margen de maniobra). Los criterios de relacionamiento social entre individuos están apoyados y sustentados en la imparcialidad, y por tanto el jeito poco importa, salvo en las relaciones de tipo afectivo. Para el individuo, lo importante es la autonomía preservada por la imparcialidad normativa. En esa época de cambio, la mayoría trabajaba con la idea de que solamente el individuo imparcial sometido a los formalismos sería capaz de “llevarnos al progreso”. Y todo lo que sucedió de errado en nuestras instituciones privadas o políticas (corrupción, sobornos, rabo preso, etc.), fue tratado como si fuera culpa del jeitinho, que no es una práctica “moderna”, y que pondría de manifiesto nuestro atraso. Por entonces, la especificidad del jeitinho era priorizar la afectividad en algunas circunstancias, a pesar de las normativas. El jeitinho no es consecuencia de un “atraso” por no ser individuos imparciales, ya que involucra otra visión del hombre y de la organización humana. Solamente damos un jeitinho quienes de esa forma sabemos pedir, con humildad, con simpatía, con urgencia a veces cuando existe imprevisibilidad. Y cuando nos enfrentamos a un sujeto superior o arrogante, no damos un jeitinho, sino que invocamos la ley. Por tanto, así se revela un criterio ético y una axiología sobre un modo de ser del mundo. Este modo de ser acepta participación en la imprevisibilidad, en la fragilidad de algunas situaciones, en la afectividad, y da invención a las organizaciones.

## Pode-e-não-pode
En su obra O Que Faz o Brasil, Brasil?, el antropólogo Roberto Augusto DaMatta compara la postura de los estadounidenses y de los brasileros en relación con las leyes, y explica que la actitud formalista y respetuosa de los norteamericanos causa admiración y espanto en los brasileros, acostumbrados a violar las normativas institucionales; sin embargo, afirma que es ingenuo afirmar que esa actitud brasileña solo se debe a la ausencia de educación adecuada (seguramente hay algo más detrás).
Roberto DaMatta prosigue explicando que, a diferencia de lo que ocurre en los Estados Unidos, las instituciones brasileñas fueron diseñadas para corregir y desarticular al individuo. Así, la actuación del Estado es naturalmente coercitiva, y en muchos casos inadecuada a la realidad individual. Un curioso término – Belíndia – define precisamente esta situación: «leyes e impuestos de Bélgica, y realidad social de India». El apodo es resultante de la fusión de Bélgica e India, y define al país como «un conjunto de algunas pequeñas islas de riqueza y desarrollo, junto a una sociedad inmensa y pobre, sobre la cual aquellas afloran».
Así, en cierto grado incapacitado y presionado por las propias leyes y reglamentos, descaracterizado por una realidad opresora, el brasileño debe reaccionar utilizando recursos que venzan la dureza de las acciones impuestas, si quisiera obtener lo que muchas veces será necesario para su mera sobrevivencia, o sea, para no dejarse sobrepasar por los hechos y circunstancias más allá de la cuenta. Y frente a una autoridad, utilizará términos emocionales, e intentará descubrir alguna cosa a su favor, por pequeña que sea, un familiar enfermo que le tiene preocupado, un cambio en la normativa de muy reciente data, un conocido común con la autoridad que lo está sometiendo, o la misma ciudad de nacimiento, o el mismo barrio donde pasaron sus respectivas infancias... Apelará así a un discurso emocional con la autoridad que lo intenta sancionar, con la certeza de que esa autoridad está siendo ejercida por un brasileño, y que con facilidad este podrá sentirse tocado por ese discurso. Y muchas veces así se consigue el fin perseguido.
En los Estados Unidos, las leyes no admiten permisibilidad alguna, y poseen franca influencia en la esfera de las costumbres y de la vida privada. En términos más populares, en Brasil se dice de los Estados Unidos: lá, ou “pode”, ou “não pode”. En Brasil y en relación con la misma cuestión, se descubre que es posible un pode-e-não-pode («se puede y al mismo tiempo no se puede⟩). Es una contradicción simple: «el reglamento interpretado en forma estricta indica que no se puede, pero la excepción podrá ser abierta en nombre de la cordialidad, y/o buscando nuevas posibilidades a ser abiertas». El jeitinho jamás genera formalidad, y los sentimientos personales jamás saldrán heridos en Brasil, después de aplicar un jeitinho.
Por cierto, los EE. UU. no es el único país donde puede decirse que no existe el jeitinho brasileiro; Japón es otro.

## Você sabe com quem está falando?
Concordando con Roberto DaMatta, la informalidad también es ejercida en las esferas de influencias superiores. Cuando una autoridad «mayor» es sorprendida y descubierta por una «menor», inmediatamente amenaza hacer uso de su influencia; de esta forma, buscará disuadir a la autoridad «menor», para así neutralizarla, anularla, desacreditarla, o incluso para aplicarle una sanción.
La fórmula típica de tal actitud está contenida en el golpe conocido por carteirada, valiéndose de la célebre frase Você sabe com quem está falando?. En un ejemplo clásico, un promotor público que observa que su automóvil está siendo multado por una autoridad de tránsito, inmediatamente hará uso (en forma abusiva) de su autoridad: Você sabe com quem está falando? Eu sou o promotor público!. Como esclarece Roberto Damatta, de cualquier forma un jeitinho fue dado.
Un ejemplo práctico puede ser consultado en la referencia que se indica.

## Críticas a la lectura predominante deljeitinhobrasileño
Jesse de Souza, en su libro la Élite del atraso (2009), realiza una mordaz crítica al uso de la categoría jeitinho brasileiro para explicar los problemas de Brasil en la literatura de Buarque y DaMatta: «El jeitinho es pensado como algo generalizable para todos los brasileños de todas las clases. ¡Suprema maldad! El objetivo aquí es tornar invisible que solo tiene relaciones ventajosas socialmente quien ya tienen un capital económico y (o) un capital cultural.» (Souza, 2009: 99). Luego agrega que el concepto jeitinho solo sirve para esconder la desigualdad de Brasil: «El absurdo concepto jeitinho esconde el trabajo de dominación de algunos sobre otros al presuponer que todos lo usan... aunque esconda la raíz de las desigualdades que provienen del acceso desigual a los capitales económico y cultural...» (Souza, 2009: 99).